# Думбрава-де-Сус (Хунедоара)
Думбрава-де-Сус (рум. Dumbrava de Sus) — село у повіті Хунедоара в Румунії. Входить до складу комуни Рібіца.
Село розташоване на відстані 323 км на північний захід від Бухареста, 41 км на північ від Деви, 82 км на південний захід від Клуж-Напоки, 136 км на північний схід від Тімішоари.

## Населення
За даними перепису населення 2002 року у селі проживали 82 особи, усі — румуни. Усі жителі села рідною мовою назвали румунську.